# 大原村 (滋賀県坂田郡)
大原村（おおはらむら）は、滋賀県坂田郡にあった村。現在の米原市の北部、姉川の中流左岸、国道365号の沿線にあたる。

## 地理
- 河川：姉川

## 歴史
- 1889年（明治22年）4月1日 - 町村制の施行により、小田村・間田村・井之口村・村居田村・野一色村・烏脇村・坂口村・朝日村・下夫馬村・産所村・市場村・本市場村・天満村・池下村の区域をもって発足。
- 1955年（昭和30年）7月10日 - 柏原村・東黒田村と合併して山東町が発足。同日大原村廃止。